# Вегман, Евгений Феликсович
Евге́ний Фе́ликсович Ве́гман (19 августа 1926, Новокаширск — 3 марта 2000, Москва) — советский и российский учёный-металлург, специалист в области доменной плавки и подготовки сырья к доменной плавке. Действительный член Международной академии наук экологии и безопасности жизнедеятельности, доктор технических наук, профессор и заведующий кафедрой рудно-термических процессов МИСиС (1977—1987).

## Биография
По данным книги регистрации актов о рождении Каширского отдела ЗАГС Тульской губернии за 1928 год Евгений Феликсович Вегман родился в семье служащего 19 августа 1928 года в городе Каганович. Отец Евгения Феликс Густавович Вегман был этническим немцем и работал в системе Мосэнерго. В 1936 году его арестовали по обвинению в контрреволюционной деятельности, направленной на разрушение электростанций и высоковольтных линий Мосэнерго.
После окончания Московского института стали и сплавов в 1950 году и пятилетней работы в доменном цехе Челябинского металлургического завода Евгений Феликсович поступил в аспирантуру института и с тех пор работал в нём, пройдя все ступени преподавательской деятельности от ассистента до профессора.
В конце 1950-х годов наука об агломерационном процессе только создавалась. Работая над кандидатской диссертацией, владея методами микроанализа и минералографии, Вегман разработал теорию формирования агломерата. Его книга «Процесс агломерации», изданная в 1963 году, стала первым в стране научным трудом по агломерации железных руд. Затем последовали новые исследования и книги, ставшие настольными для специалистов по подготовке природного сырья к плавке.
В 1971 году Вегман провёл первый в мире эксперимент по производству металлизованного агломерата в условиях Череповецкого металлургического завода. Было получено и проплавлено в доменных печах более 2 тыс. тонн нового сырья.
Вегман является автором «блочной» теории формирования агломерата, исследований в области твёрдофазных химических реакций, более трёхсот опубликованных работ, среди которых пятнадцать учебников и монографий, десятки авторских свидетельств и патентов на изобретения. Под его руководством выполнено более семидесяти кандидатских диссертаций, четыре докторские работы — при его научном консультировании.
Евгений Феликсович является соавтором классического труда «Металлургия чугуна», ставшего основой подготовки отечественных и зарубежных инженеров-доменщиков. 3-е издание книга увидела уже после смерти учёного в 2004 году. Он участвовал в работе над созданием новых металлургических технологий, в том числе процесса «Ромелт».
Скончался 3 марта 2000 года в Москве. Похоронен на Введенском кладбище (8 участок).

## Диссертации
- Исследование минералогического состава агломератов из криворожских железных руд (кандидатская диссертация, МИСиС, 1957)[5]
- Исследование технологии спекания и структуры железорудного агломерата (докторская диссертация, МИСиС, 1967)[6]

## Патенты
- Способ агломерации руд и концентратов под давлением и устройство для его осуществления № 1813197
- Машина непрерывного действия для агломерации под давлением № 1813196
- Способ зажигания агломерационной шихты № 1813110
- Способ агломерации руд и концентратов № 1813109
- Устройство подачи воздуха под давлением в слой агломерационной шихты на аглоленте № 1786358
- Способ обжига шихты для последующей обработки в печи жидкофазного восстановления № 1759884
- Способ агломерации руд и концентратов № 1744131
- Способ подготовки твёрдого топлива к агломерации № 1677072
- Способ плавки железорудного сырья в жидкой ванне № 1663030
- Пирометаллургический способ непрерывной переработки окисленного сырья цветных и чёрных металлов № 1620494
- Способ агломерации руд и концентратов № 1617020
- Способ производства частично металлизованного агломерата № 1514810
- Способ термической переработки твёрдых отходов № 1315738
- Способ контроля хода доменной печи № 1257095
- Шихта для производства глинозёмистого железорудного агломерата № 1235953
- Способ агломерации руд и концентратов № 1152968
- Способ распределения природного газа по фурмам доменной печи № 1071641
- Способ осушения доменного дутья № 1043169
- Доменная печь № 1027214
- Способ получения окатышей № 988887
- Способ ведения доменной плавки № 981371
- Способ задувки доменной печи № 933705
- Способ осушения доменного дутья № 910775
- Жёлоб для выпуска силикатного расплава № 885774
- Способ агломерации руд и концентратов под давлением и устройство для его осуществления № 885307
- Ковш экскаватора № 883249
- Камера для подачи сжатого воздуха в спекаемый на агломерационной машине слой шихты № 870892
- Способ удаления настылей в доменной печи № 850660
- Способ термической переработкитвердых неорганических отходов вшлак № 808779
- Устройство для грануляции железо-содержащего расплава № 802224
- Способ переработки отходов резиныи пластмасс № 800494
- Способ производства окатышей № 794085
- Поточная линия для размораживания железосодержащих материалов № 779423
- Способ получения металлизованных окатышей № 765382
- Поточная линия для сепарации и сортирования отвальных металлургических шлаков № 759132
- Способ термической обработки шихтовых материалов № 737486
- Конвейерная агломерационная машина для спекания под давлением № 735894
- Устройство для выпуска силикатного расплава из плавильного агрегата № 727588
- Способ ведения доменной плавки № 664999
- Устройство уплотнения обжиговых и агломерационных машин конвейерного типа № 640103
- Устройство для определения прочности кустовых материалов № 628398
- Устройство для отделения мелочи из кускового материала № 584911
- Конвейерная агломерационная машина для спекания под давлением № 569830
- Способ подготовки агломерационной шихты № 541879
- Способ подготовки агломерационной шихты к спеканию № 539966
- Способ доменной плавки металлизованной шихты № 515785
- Установка для спекания железнорудныхматериалов № 508647
- Восстановитель для доменной плавки № 506628
- Способ агломерации железнорудных материалов № 502965
- Способ производства железорудных окатышей № 485151[7]